# Акперов, Имран Гурруевич
Имра́н Гурру́евич Акпе́ров (род. 19 апреля 1958, Ордубад, АзССР) — российский экономист, кандидат технических наук, доктор экономических наук, профессор, 1991 года ректор ЧОУ ВО «Южный университет (ИУБиП)».

## Биография
В 1980 году окончил Ростовский институт инженеров железнодорожного транспорта (РИИЖТ) по специальности «инженер путей сообщения — электромеханик». До 1987 года работал на железной дороге.
С 1987 года — преподаватель дисциплин управленческого цикла в Ростовском институте инженеров железнодорожного транспорта (РИИЖТа, ныне Ростовского государственного университета путей сообщения).
В 1992 году получил степень магистра в Российской академии управления по специализации «менеджмент».
С 1991 года — ректор ЧОУ ВО «Южный университет (ИУБиП)».
Является автором более 150 научных работ, 5 монографий и 5 учебников.

## Награды и звания
- Почётный работник высшей школы РФ
- Нагрудным знак «Почетный работник высшего профессионального образования РФ»
- Почетная грамотой Министерства образования Российской Федерации
- Знак отличия «За заслуги перед городом Ростовом-на-Дону»
- Медаль «За заслуги перед Ростовской областью»[1].
- Член экспертной комиссии по негосударственному образованию Государственной Думы РФ[3].

## Основные публикации
- «Прогнозирование потребности в специалистах и управление региональной системой образования» (Москва, «Высшая школа», 1998)
- Учебник «Казначейская система исполнения бюджета Российской Федерации» (Москва, «Финансы и статистика», 2002, 2004, «Кнорус» 2009, 2010)
- Учебник «Психология предпринимательства» (Москва, «Финансы и статистика», 2003).
- «Формирование цифрового сознания молодёжи Ростовской области» (Ростов-на-Дону, 2022)[1].

## Семья
Женат, имеет двух сыновей.